# Historische Kommission für Niedersachsen und Bremen

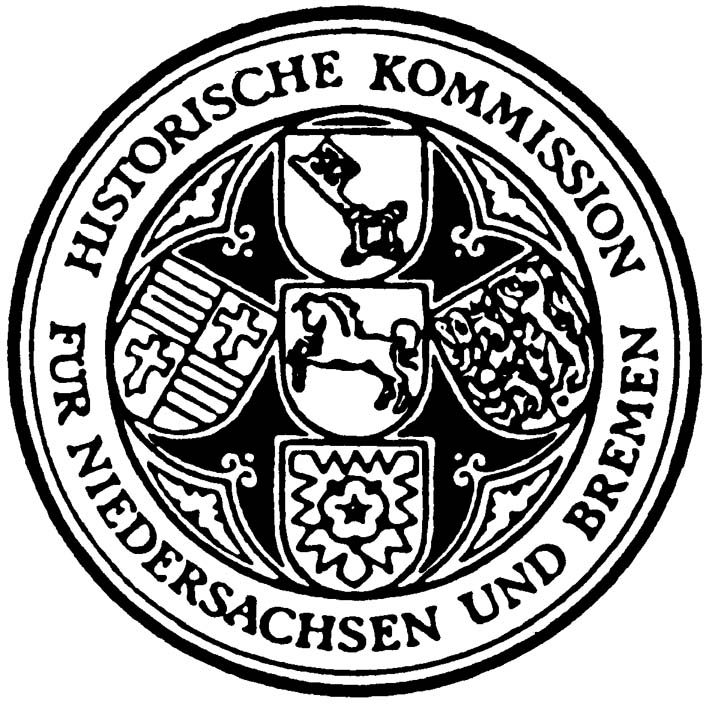
Siegel der Historischen Kommission für Niedersachsen und Bremen e. V.

Die Historische Kommission für Niedersachsen und Bremen e. V. mit Sitz im Gebäude des Niedersächsischen Landesarchivs – Hauptstaatsarchiv Hannover – ist eine Vereinigung von derzeit ca. 300 Wissenschaftlern, die auf dem Gebiet der nordwestdeutschen Landesgeschichte arbeiten. Sie wird von den Ländern Niedersachsen und Bremen getragen und von mehr als 100 Kommunen, Körperschaften, Anstalten, Vereinen und Privatpersonen unterstützt, die sie als Patrone fördern. Die in der Regel zweitägig abgehaltenen Jahrestagungen mit Vorträgen und Diskussionsmöglichkeiten sind öffentlich.

## Zielsetzung
Die Aufgabe der Kommission ist es, „die landesgeschichtliche Forschung in allen ihren Erscheinungsformen und Richtungen voranzutreiben. In erster Linie nimmt sie sich solcher Vorhaben an, die die Kräfte der regionalen Geschichtsvereine oder einzelner Forscher übersteigen.“

## Geschichte
Die Kommission wurde 1910 auf Betreiben des Göttinger Historikers Karl Brandi (1868–1946) gegründet, der auch bis 1938 ihr Vorsitzender blieb. Sie verstand sich von Anfang an als akademische Vereinigung und setzte sich dadurch in einen gewissen Gegensatz zur Heimatbewegung und zu den Historischen Vereinen. Zu den ersten wissenschaftlichen Unternehmungen gehörten ein Historischer Atlas Niedersachsens einschließlich der dafür notwendigen Vorarbeiten, die Publikation von Regesten und Editionen mittelalterlicher Urkunden und die Veröffentlichung von Universitätsmatrikeln.
1924 gab die Kommission erstmals ihr wissenschaftliches Periodikum Niedersächsisches Jahrbuch für Landesgeschichte heraus als gemeinsames Organ für die preußische Provinz Hannover, das Großherzogtum Oldenburg, das Herzogtum Braunschweig, das Fürstentum Schaumburg-Lippe sowie die Freie Hansestadt Bremen und diente darüber hinaus namentlich dem Braunschweigischen Geschichtsverein, dem Museumsverein für das Fürstentum Lüneburg, dem Verein für Geschichte der Stadt Einbeck und dem der Stadt Göttingen.
Mit der Machtübernahme durch die Nationalsozialisten 1933 wurde in der Kommission das Führerprinzip durchgesetzt. 1938 übernahm der damals in Hannover amtierende Archivdirektor Georg Schnath (1898–1989) die Leitung der Kommission und behielt sie bis 1971. In nationalsozialistischer Zeit beschäftigte sich die Kommission unter Schnaths Leitung auch mit Fragen der sog. Volkstums- und Bauerntumsforschung. Über den Ausschluss aus rassischen oder politischen Gründen Verfolgter ist nichts bekannt.
Nach dem Kriegsende nahm die Kommission 1947 ihre Arbeit wieder auf. Noch Anfang der 1950er Jahre wurden Personen zu Mitgliedern der Kommission gewählt, die sich durchaus aktiv für den Nationalsozialismus engagiert hatten. Erst gegen Ende der mehr als dreißigjährigen Ära Schnath gelang ausgangs der 1960er Jahre die Modernisierung der Kommission: Die Zahl der Mitglieder nahm zu, die Kommission öffnete sich neuen Fragestellungen und arbeitete zusehends auch interdisziplinärer, Arbeitskreise entstanden (derzeit: für Wirtschafts- und Sozialgeschichte, für Geschichte des 19. und 20. Jahrhunderts, für Geschichte der Juden, für Geschichte des Mittelalters).
Unter dem Vorsitz des Göttinger Historikers Hans Patze (1919–1995), Vorsitzender von 1971 bis 1986, wurden die Arbeiten an einer mehrbändigen, bis heute noch nicht abgeschlossenen Geschichte Niedersachsens aufgenommen. Im Übrigen konzentrierten sich die Arbeiten auf die in rascher Folge erscheinenden Urkundenbücher niedersächsischer Institutionen und Städte.
Der Oldenburger Historiker Heinrich Schmidt (1928–2022) folgte Patze 1986 im Vorsitz und setzte sich über die bisherigen Aktivitäten der Kommission hinaus insbesondere für die Erforschung der Zeit des Nationalsozialismus ein, die in mehreren Projekten vorangetrieben wurde. Ernst Schubert (1941–2006) aus Göttingen, Vorsitzender von 1998 bis 2006, legte besonderes Gewicht auf die Erforschung der parlamentarischen Traditionen der niedersächsischen Territorien und initiierte ein Handbuch der Landtags- und Ständegeschichte, verbunden mit Publikationen der dazugehörigen Landtagsabschiede. Von 2006 bis 2016 wurde die Kommission von dem Osnabrücker Historiker Thomas Vogtherr geleitet. 2010 bestand die Kommission 100 Jahre und legte aus diesem Anlass die erste Monographie zu ihrer eigenen Geschichte vor. Vertreter aus Bremen sind im Vorstand oder Ausschuss der Historische Kommission nicht vertreten.

### Vorsitzende
- Karl Brandi: 30. April 1910 – 26. Mai 1938 (Ehrenvorsitzender 1938–1946)
- Georg Schnath: 26. Mai 1938 – Oktober 1946
- Rudolf Grieser: Oktober 1946 – 26. Mai 1949
- Georg Schnath: 26. Mai 1949 – 21. Mai 1971
- Hans Patze: 21. Mai 1971 – 9. Mai 1986
- Heinrich Schmidt: 9. Mai 1986 – 22. Mai 1998
- Ernst Schubert: 22. Mai 1998 – 18. März 2006
- Thomas Vogtherr: 27. Mai 2006 – 28. Mai 2016
- Henning Steinführer: seit 28. Mai 2016

## Organisation

### Vorstand, Ausschuss, Mitglieder
Die Kommission ist als eingetragener Verein organisiert. Sie wird durch einen vierköpfigen Vorstand geleitet. Vorsitzender der Kommission ist seit 2016 der Direktor des Braunschweiger Stadtarchivs Henning Steinführer. Ein Ausschuss aus ca. 15 Wissenschaftlern berät und beschließt über die wissenschaftlichen Arbeiten der Kommission sowie über Vorschläge zur Aufnahme neuer Mitglieder. Die Mitgliederversammlung wählt die Angehörigen von Vorstand und Ausschuss und stimmt über die Aufnahme neuer Mitglieder ab.

### Öffentliche Jahrestagungen
Die wissenschaftlichen Jahrestagungen finden gemeinsam mit der Mitgliederversammlung an jährlich wechselnden Orten in Niedersachsen und Bremen statt (2005 Uelzen, 2006 Stade, 2007 Clausthal, 2008 Bremerhaven, 2009 Göttingen, 2010 Hannover, 2011 Helmstedt, 2012 Jever, 2013 Hannover, 2014 Wilhelmshaven, 2015 Hildesheim, 2016 Lüneburg, 2017 Oldenburg, 2018 Wolfenbüttel). Die Jahrestagungen sind öffentlich.

### Arbeitskreise und ihre öffentlichen Tagungen
Zusätzlich zu den Jahrestagungen finden meist halbjährliche, ebenfalls öffentliche Treffen der vier verschiedenen Arbeitskreise statt:
- Arbeitskreis Wirtschafts- und Sozialgeschichte
- Arbeitskreis für die Geschichte des 19. und 20. Jahrhunderts
- Arbeitskreis Geschichte der Juden
- Arbeitskreis für Geschichte des Mittelalters

## Preis für Niedersächsische Landesgeschichte
Seit 2008 vergibt die Kommission einen mit 5000 Euro dotierten Preis für Niedersächsische Landesgeschichte, der ausdrücklich als Nachwuchspreis deklariert ist. Die Preissumme wird von der Stiftung Niedersachsen bereitgestellt. Die ersten Preisträger sind:
- 2008: Söhnke Thalmann, Dissertation: Spätmittelalterliches Ablasswesen im Bistum Hildesheim
- 2008: (Förderpreis) Sebastian Stiekel, Magisterarbeit: Arisierung und Wiedergutmachung in Celle
- 2010: Michael Hecht, Dissertation: Patriziatsbildung als kommunikativer Prozess. Die Salzstädte Lüneburg, Halle und Werl in Spätmittelalter und Früher Neuzeit
- 2012: Jasper Heinzen, Dissertation: Making Prussians, raising Germans: Hohenzollern State-Building in the Province of Hanover, 1866–1914
- 2014: André R. Köller, Dissertation: Agonalität und Kooperation. Führungsgruppen im Nordwesten des Reiches 1250–1550
- 2016: Ansgar Schanbacher, Dissertation: Kartoffelkrankheit und Nahrungskrise in Nordwestdeutschland 1845–1848
- 2018: Jonas Hübner, Dissertation: Gemein und ungleich. Ländliches Gemeingut ständische Gesellschaft in einem frühneuzeitlichen Markenverband – Die Essener Mark bei Osnabrück
- 2018: Philipp Kufferath, Dissertation: Peter von Oertzen, 1924–2008. Eine politische und intellektuelle Biographie
- 2021: Malte de Vries, Dissertation: Die Implementation der Reformation in Braunschweig (1528–1599)

## Publikationen

### Niedersächsisches Jahrbuch für Landesgeschichte
Seit 1924 gibt die Kommission ihre wissenschaftliche Zeitschrift Niedersächsisches Jahrbuch für Landesgeschichte heraus (auch „Niedersächsisches Jahrbuch“ genannt), „als einziges, das ganze Arbeitsgebiet der Kommission umgreifendes Periodikum“. Die rund 600 Seiten umfassenden Bände enthalten u. a. „zu Aufsätzen umgestaltete Vorträge“ und Jahresberichte. Darüber hinaus dienen sie dem Historischen Verein für Niedersachsen als Vereinsorgan. Die meisten Jahrgänge seit 1924 sind online öffentlich zugänglich.

### Weitere
- Die Schriftenreihe der Historischen Kommission zählt derzeit mehr als 290 Bände.
- Die Kommission ist Herausgeberin der Geschichte Niedersachsens (derzeit 5 Bde., 1977–2016 erschienen)[1]

## Sammlungen
Für „wissenschaftliche Nutzer“ sind zugänglich:
- die Sammlung sämtlicher niedersächsischer Urkunden bis 1500 (als Fotografien)
- historische Ortsansichten aus Niedersachsen und Bremen (als digital gespeicherter Katalog)
- die Datenbank der Welfensiegel